# Palazzo Victoria
Palazzo Victoria (in romeno Palatul Victoria) è un palazzo con sede in Piazza della Vittoria, a Bucarest, costruito nel 1937, è la sede del Primo Ministro della Romania e del suo gabinetto.

## Storia
Il palazzo è stato costruito sotto la supervisione di Duiliu Marcu (1885-1966), allievo della Scuola Superiore di Architettura di Bucarest (1906) e di Parigi, École des Beaux - Arts (diplomato nel 1912).
L'edificio, che sovrasta la Piazza della Vittoria (Piata Victoriei), subì gravi danni durante la seconda guerra mondiale, che è il motivo per cui ha subito restauri significativi (1944-1952).
Inizialmente progettato per essere sede del Ministero degli Esteri, Palazzo Victoria è stata la sede del Ministero degli Esteri e del Consiglio dei ministri durante il periodo comunista e divenne, nel 1990, sede del primo governo post - comunista in Romania.
Il palazzo è stato dichiarato monumento storico nel 2004.

## Struttura architettonica
L'edificio si compone di una lunga ala nord-sud con facciata decorativa in Piazza Vittoria e tre ali ortogonalmente al lato est. In origine era coperto di marmo di Carrara e i pannelli a rilievo figurali che sono stati sostituiti dopo la guerra da un travertino.
La struttura monolitica materializza l'espressione austera dello stile neoclassico.